# 鉄道の日記念・JR全線乗り放題きっぷ

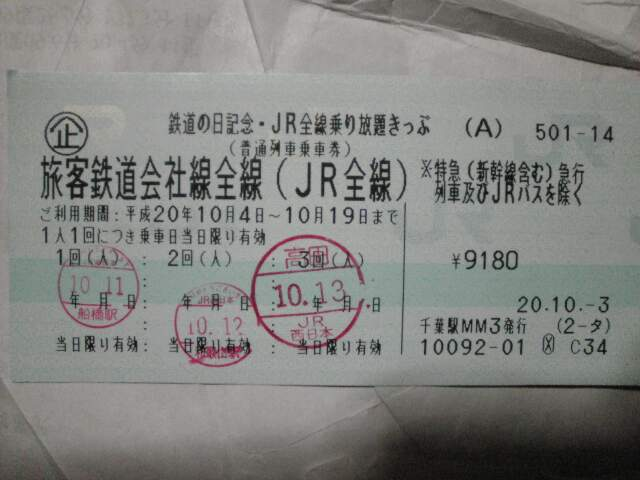
2008年　鉄道の日記念・JR全線乗り放題きっぷ（マルス発行）

鉄道の日記念・JR全線乗り放題きっぷ（てつどうのひきねん・ジェイアールぜんせんのりほうだいきっぷ）は、1996年から2011年まで発売されていた、JR旅客鉄道会社の普通列車およびJR西日本宮島フェリーの宮島連絡船が1日乗り放題となる、期間限定の特別企画乗車券（トクトクきっぷ）である。
本項では以下の類似商品についても記述する。
- 秋の乗り放題パス - 2012年から「鉄道の日記念・JR全線乗り放題きっぷ」に代わりJR各社が発売する特別企画乗車券。
- 鉄道の日記念 JR西日本一日乗り放題きっぷ - 「鉄道の日記念・JR全線乗り放題きっぷ」と同時期に西日本旅客鉄道（JR西日本）が自社管内路線のみを対象に発売する特別企画乗車券。

## 鉄道の日記念・JR全線乗り放題きっぷ
日本初の鉄道である、新橋 - 横浜間が開通した1872年10月14日（明治5年9月12日）を記念し、10月14日が鉄道の日とされたことにちなみ、JRが発売していた特別企画乗車券である。1996年から2011年まで発売されていた。

### 使用方法
基本的な使用方法は2024年夏季までの青春18きっぷと変わらなかった（特例も同様）ので、本項では主に青春18きっぷとの相違点のみを記す。青春18きっぷと同一の内容については青春18きっぷ#概要を参照のこと。
利用期間
例年10月上旬ごろに発売され、鉄道の日（10月14日）を含む16日間（土曜日から2週間後の翌日の日曜日）の期間のみ有効であった。払いもどしは、利用期間内で未使用に限り取扱箇所で行えた。
効力
1枚のきっぷで3回（人）利用できた。
発売額
発売額は9,180円（最終期の消費税5%適用時。1回（人）あたり3,060円）であった。参考に、当時の青春18きっぷは1回（人）あたり2,300円であった。
青春18きっぷは「おとな」「こども」の区別がないが、本券には「こども」の設定があり、発売額は半額（1枚4,590円、1回（人）あたり1,530円）であった。

## 秋の乗り放題パス

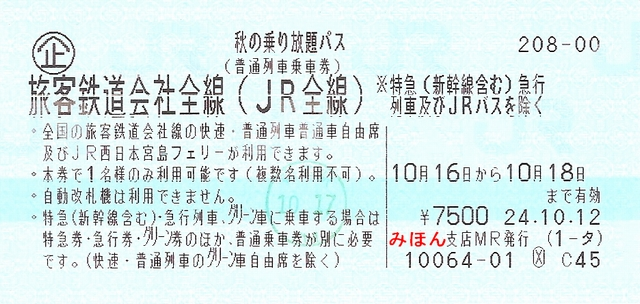
秋の乗り放題パス（2019年まで）

JR発足25周年を機に、それまで毎年10月に発売していた鉄道の日記念・JR全線乗り放題きっぷに代わり、2012年10月に発売を開始した特別企画乗車券である。
利用できる列車・路線の範囲は青春18きっぷや鉄道の日記念・JR全線乗り放題きっぷと変わらない（特例も同様）が、鉄道の日記念・JR全線乗り放題きっぷに比べ、発売額が大人7,500円、こども3,750円（発売開始当時。現行の価格とは異なる）に値下げされた。一方、鉄道の日記念・JR全線乗り放題きっぷでは1枚のきっぷで有効期間のうち3回（人）利用可能であったが、秋の乗り放題パスでは有効期間が利用開始日を基準として連続した3日に変更され、飛び飛びの日に利用することや、1枚を複数人数で使用することはできなくなった。また、利用日を印字して発券するので、いつ使うかは購入する段階で決める必要がある。
従来の鉄道の日記念・JR全線乗り放題きっぷと同様に、10月上旬から中旬の16日間（土曜日から2週間後の翌日の日曜日）が利用期間となっている。
2016年度からは、北海道新幹線開業にともない、「秋の乗り放題パス北海道新幹線オプション券」の発売が開始された。パスと併用することで、北海道新幹線の奥津軽いまべつ駅 - 木古内駅間と道南いさりび鉄道の木古内駅 - 五稜郭駅間が一回ずつ利用できる。
2016年度から2018年度の値段は秋の乗り放題パスが大人7,710円、小人3,850円で、北海道新幹線オプション券は大人2,300円小人1,150円であった。
2018年度の発売期間は9月15日 - 10月19日、利用期間は10月6日 - 10月21日のうち連続する3日間で、北海道新幹線オプション券の発売期間は9月16日 - 秋の乗り放題パスの利用期間最終日（10月21日）まで、利用期間は10月6日から最終日までの中の1日であった。
2019年度は消費税が10%に変更されることにともない、秋の乗り放題パスが大人7,850円、小人3,920円、北海道新幹線オプション券は大人2,490円、小人1,240円となった。この関係で発売が10月1日となり、利用期間も例年より約1週間後ろ倒しになって10月22日の即位礼正殿の儀に伴う休日を含む形になった。
2020年度から「秋の乗り放題パス」のみの利用は自動改札機での使用が可能となった。ただし「秋の乗り放題パス北海道新幹線オプション券」を使用する場合はこれまで通り有人改札で両方の提示が必要となる。2020年度は発売期間は9月12日 - 10月23日、利用期間は10月3日 - 10月25日の連続する3日間となり、利用期間が7日間拡大されて23日間となった。
2022年度は「鉄道開業150年記念 秋の乗り放題パス」という名称で発売されたが、きっぷの内容に変更はなかった。
2023年度から青春18きっぷ同様JR西日本宮島フェリーで宮島に上陸する場合別途入島税が必要となった。また、2020年度から続いていた利用期間の7日間拡大が終了し、以前と同様16日間となった。

## 鉄道の日記念 JR西日本一日乗り放題きっぷ
JR西日本では全国版の鉄道の日記念・JR全線乗り放題きっぷと共に、自社線および宮島連絡船に限定した鉄道の日記念 JR西日本一日乗り放題きっぷも発売していた。全線乗り放題きっぷとは乗車エリア以外に以下に示す違いがある。2016年の発売期間は9月17日から10月23日まで、利用期間は10月8日から23日までであった。2017年以降は設定されていない。なお2017年のみ新幹線や特急の自由席も乗り放題となる「JR西日本30周年記念乗り放題きっぷ」が発売された。
- 1枚のきっぷで利用できる回数は1回。乗車日当日限り有効。
- JR西日本の駅および主な旅行会社で購入可能（2010年までは鉄道の日記念・JR全線乗り放題きっぷと違い、所在地がJR西日本管内外問わず旅行会社等では取り扱わなかった）。
- 2015年、2016年の発売額は、おとな1枚3,000円。なお、2014年の発売額は3,080円であった[11]。
  - 2009年より新たに設定となった「こども」用の発売額は「おとな」用の半額（2015年現在・1枚1,500円）。なお、2008年までは青春18きっぷ同様に「おとな」と「こども」の区別がなかった。
- 管内の快速・普通列車にグリーン車自由席はないため、「グリーン車は利用できない」という表現になっている。
- 2004年までは、主要駅のみで数量限定の常備券として発売され、毎年趣向を変えた「おまけ」が付いていた（ただし、1996年のみマルス端末による数量非限定の発売で、「おまけ」がなかった）。2005年以降は、マルス端末による発売となり、数量限定がなくなった。また、「おまけ」は付かなくなり5489サービスでも取り扱った。また、2007年から京阪神地区では、みどりの券売機での発売[注 2]も行っており、2008年以降は全ての地区においてみどりの券売機で発売されている。
- 2015年に北陸新幹線開業により並行在来線である北陸本線一部区間が経営分離されたが、このうちIRいしかわ鉄道線全線、あいの風とやま鉄道線全線、えちごトキめき鉄道日本海ひすいライン市振駅 - 糸魚川駅間は2015年度以降も引き続き利用エリアとして制定されている[注 3]。ただし、日本海ひすいラインの糸魚川駅 - 直江津駅間は利用エリアから除外された。